# Chiesa di San Nicola di Silanis
San Nicola in Silanis (o anche San Nicola di Solio) è una chiesa, in stato di rudere, situata nel territorio del comune di Sedini, in provincia di Sassari.

## Storia e descrizione
In stile romanico, venne costruita prima del 1122, quando è menzionata in un atto di donazione a favore dell'abbazia di Montecassino, dai coniugi Furatu de Gitil e Susanna de Zori, i cui nomi appaiono scolpiti sulla facciata della chiesa.

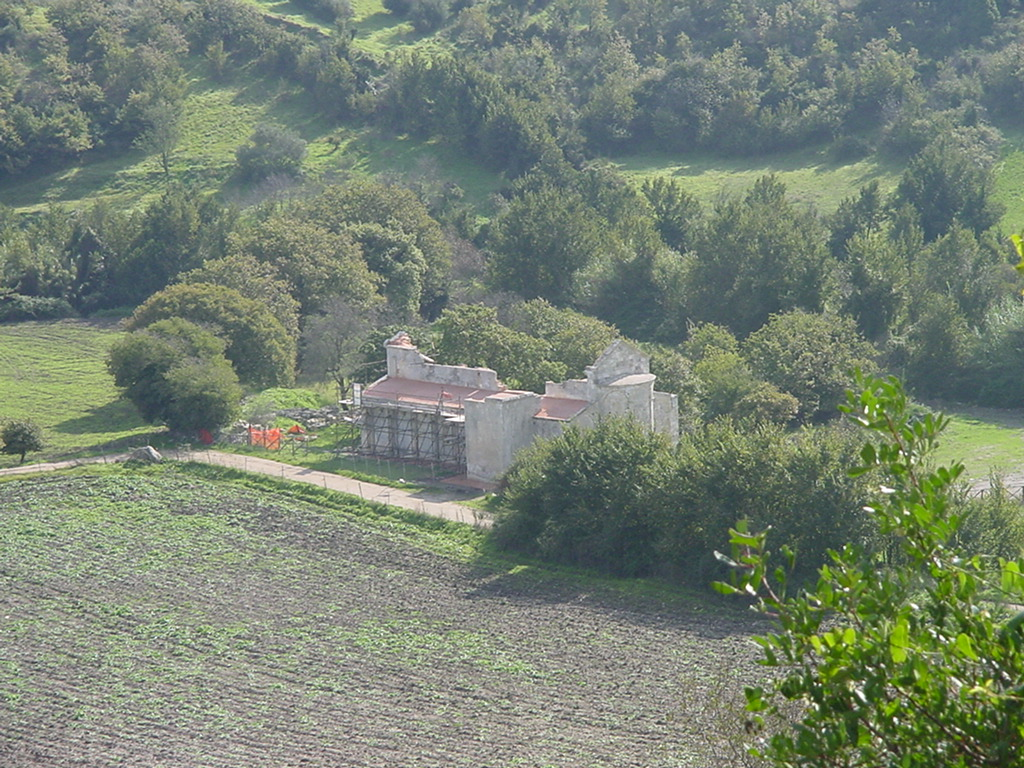
Veduta

La sua architettura, influenzata dalla fabbrica della Basilica di San Gavino di Porto Torres, presenta una sintesi fra i modi lombardi e toscani: in particolar modo vi sono diverse analogie con l'ambiente culturale lucchese di quell'epoca. Infatti l'unità di misura adottata, per la costruzione della chiesa, è il palmo lucchese -che è pari a 0,2915 m.- per cui la pianta del san Nicola è un rettangolo i cui lati misurano 18 e 36 palmi lucchesi. Questa adesione a quel modello culturale inoltre è evidenziato anche nel gusto classico che emerge nelle decorazioni dei capitelli corinzi in facciata e nella colonna superstite del presbiterio, ed in particolare nel frontone dove, nelle decorazioni della cornice, compaiono ovoli e dardi del tutto simili a quelli presenti nella pensilina del portale laterale della chiesa lucchese di Sant'Alessandro.
Il San Nicola inoltre presenta diverse analogie con la chiesa di San Giovanni Battista di Viddalba quali la presenza delle buche pontaie a vista nel paramento murario, le monofore allungate e fortemente strombate, i pilastri al posto delle colonne e la presenza di oculi in facciata. Le stesse analogie che accomuna le due chiese sarde ad un gruppo di chiese della Lucchesia, comprendenti fra le altre San Pietro di Valdottavo, Santa Maria Assunta a Piazza di Brancoli (Lucca) e due chiese nell'antica città di Mariana (attuale Lucciana) in Corsica: la Cattedrale di Santa Maria Assunta detta “La Canonica” (1119) e San Parteo. Queste propagazioni nelle due isole probabilmente furono conseguenza della concessione di papa Urbano II ai pisani (1091) della legazia sulla Sardegna e della vicaria sulla Corsica.